# یاوکی (ویرجینیای غربی)
یاوکی (به انگلیسی: Yawkey) یک منطقهٔ مسکونی در ایالات متحده آمریکا است که در شهرستان لینکلن، ویرجینیای غربی واقع شده‌است.